# محمية موارا أنكي للحياة البرية

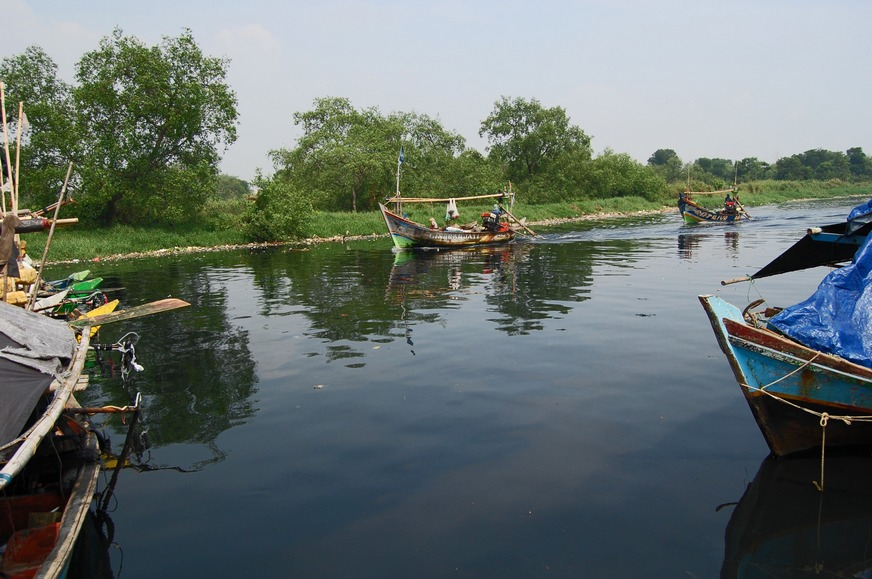

محمية موارا أنكي للحياة البرية (بالإندونيسية: Suaka Margasatwa Muara Angke) هي منطقة محمية لحماية الطبيعة في كابوك موارا في بنجاريانغ على طول الساحل الشمالي لجاكرتا عاصمة إندونيسيا. تقع محمية موارا أنكي للحياة البرية في نهاية شارع موارا كارانغ رايا، بالقرب من مجمع البحر المتوسط غاليري للتسوق.

## التاريخ
بدأت محمية موارا أنكي للحياة البرية منذ الحكم الاستعماري لجزر الهند الهندية في 17 يونيو 1939، والتي تغطي مساحة 15.04 هكتار. خلال الستينيات من القرن العشرين تم توسيع منطقة الحفظ إلى 1,344.62 هكتار. في وقت لاحق بسبب الضغط البشري والتدمير البيئي داخل الحديقة الوطنية وحولها، تم تدمير بعض مناطق غابات المنغروف.
في 28 فبراير 1988 أعلنت المنطقة محمية طبيعية على مساحة 25.4 هكتار. في نوفمبر 1998 تغيرت حالة هذه المنطقة إلى محمية للحياة البرية. تم تسمية محمية موارا أنكي للحياة البرية كواحد من محميات الطيور المهمة في جاوة، وحماية أنواع الطيور مثل اللقلق اللبني وكوكال أحمر مسود المستوطنة. تواجه المحمية حاليًا قضايا مثل قطع أشجار المانغروف وتلوث المياه (خاصة في نهر أنكي) وتنمية المستوطنات الحضرية على حافة المنطقة.

## الحياة النباتية
سجلت المحمية حوالي 30 نوعا من النباتات و11 منهم من أنواع الأشجار في غابات المانغروف. تشمل أشجار المنغروف أشجار المانغروف ريزوفورا موكروناتا. يمكن العثور على عدة أنواع من جمعيات نبات المانغروف في هذا المجال مثل الكيتابان (تيرميناليا كاتابا) ونيبا فروتيكانس. بالإضافة إلى الأنواع المذكورة أعلاه هناك أيضًا عدة أنواع من الأشجار المزروعة لإعادة التحريج. على سبيل المثال الحمض الجاوي والبنتارو، وغيرها.

## الحيوانات
محمية الحياة البرية هي موطن لأنواع مختلفة من الطيور والحيوانات المختلفة الأخرى التي كان من الصعب العثور عليها في مناطق أخرى من جاكرتا. سجلت جاكرتا الوحش الأخضر جميع أنواع الطيور 91، وهي 28 نوعا من الطيور المائية و63 نوعا من الطيور الغابات، الذين يعيشون في هذه المنطقة. حوالي 17 نوعا منهم هي أنواع الطيور المحمية.
تشمل أنواع الطيور التي تصادف في كثير من الأحيان حيوانات صغيرة مثل: كونتاك وحجر ماندار ومروحة مخططة ومسامير البحر وغيرها. بعضها طيور مميزة من غابات المنغروف مثل رقعة المنغروف. بالإضافة إلى ذلك فهي أيضًا موطن لجوانيس بيرنجاك، وأيضًا لعدة أنواع من الطيور المستوطنة التي لا توجد إلا في جزيرة جاوة. على سبيل المثال حفل الجاوية والمخرطة الجاوية. تُعرف مخرطة جاوة بأنها واحدة من الأنواع المهددة بالانقراض في العالم، مع انتشار محدود في أماكن قليلة. آخر الطيور المهددة بالانقراض التي تعيش في هذه المنطقة كران بلووك في جاوة، يُعرف هذا النوع من الرافعات فقط السلالات في جزيرة رامبوت الواقعة على مقربة من موارا أنكي.
بالإضافة إلى أنواع الطيور، هناك أيضًا مجموعات برية من قرود كرا أو تسمى أيضًا القرود الطويلة الذيل. وهي تعيش في مجموعات تصل إلى اثني عشر ذيول تتكون من العديد من الذكور والإناث. الطعام الرئيسي هو الأوراق الشابة وثمار غابات المنغروف. تلعب القرود الطويلة الذيل دورًا مهمًا في محمية موارا أنكي للحياة البرية، حيث تساعد في نشر بذور نباتات الغابات. سيتم إزالة البذور التي لا يمكن هضمها مرة أخرى جنبا إلى جنب مع البراز. نوع آخر من الثدييات التي يمكن العثور عليها ولكن نادرا ما ينظر إليها، هو ثعالب الماء ذو المخالب الصغيرة. تنشط أكلة الأسماك الصغيرة وآكلة اللحوم والحيوانات المائية المختلفة في الليل.